# Grivița (metrostation)
Grivița is een metrostation in Boekarest. Het station wordt bediend door metrolijn 4. Grivița ligt nabij het spoorwegemplacement Grivița. Het metrostation werd op 1 maart 2000 geopend, samen met de andere 3 oorspronkelijke stations van metrolijn 4. Tussen de volgende stop, Basarab, en Gara de Nord lopen metrolijnen 4 en 1 parallel. De dichtstbijzijnde stations zijn Basarab en 1 Mai.
Gara de Nord · Basarab · Grivița · 1 Mai · Jiului · Parc Bazilescu · Laminorului · Străulești